# Margarita Robles Fernández
Margarita Robles Fernández (León, 10 november 1956) is een Spaans magistraat en politica, en sinds 2018 minister van defensie in de eerste en tweede regering-Sánchez, tijdens de twaalfde, dertiende en veertiende legislatuurperiode. 

## Loopbaan
Margarita Robles is dochter van een advocaat, en zelf afgestudeerd in rechten in Barcelona, en op 25-jarige leeftijd treedt ze aan als rechter. Van 1991 tot 1993 is ze voorzitter van de provinciale rechtbank van Barcelona (Audiencia Provincial de Barcelona), waarmee ze de eerste vrouw is die een Spaanse provinciale rechtbank leidt. 

### Staatssecretaris
In 1993 wordt ze benoemd tot ondersecretaris van justitie in de vierde regering-González, tijdens de vijfde legislatuurperiode op voordracht van Juan Alberto Belloch Julbe. Tussen 1994 en 1996 is ze vervolgens staatssecretaris van binnenlandse zaken, waardoor ze op dat departement de nummer twee is achter Belloch, die zowel minister van binnenlandse zaken als minister van justitie is. In die positie stopt ze de financiering van de vuile oorlog door de GAL en laat ze misdaden van die groep onderzoeken. 

### Magistraat
Als José María Aznar in 1996 aan de macht komt, verlaat Robles de politiek. In 2001 wordt ze weer aangesteld in de rechtspraak, als bestuursrechter bij de Audiencia Nacional, en in 2004 wordt ze bevorderd tot magistraat bij het hooggerechtshof. Tussen 2008 en 2013 maakt ze bovendien deel uit van het Consejo General del Poder Judicial, het bestuursorgaan van de Spaanse rechtspraak. 

### Minister
In mei 2016 maakt Robles de stap terug naar de politiek, en kondigt aan dat ze voor de parlementsverkiezingen van 2016 tweede op de stemlijst van de socialistische partij PSOE in Madrid zal staan, achter lijsttrekker Pedro Sánchez. Ze is overigens geen lid van die partij. Ze wordt verkozen in het Congres van Afgevaardigden, maar kort na aanvang van de twaalfde legislatuur breekt er in de PSOE een leiderschapscrisis uit naar aanleiding van de stemmingen om de tweede regering-Rajoy goed te keuren. Pedro Sánchez moet in deze crisis het veld ruimen en verlaat zijn congreszetel. Robles stemt tegen de regering-Rajoy, tegen de partijlijn in die voorschreef zich te onthouden van stemming, en daarmee schaart ze zich in het kamp van Sánchez. Als deze vervolgens in juni 2017, na een partijcongres, terug aan het roer komt van de partij en opnieuw zitting neemt in het congres, stelt hij Robles aan als woordvoerder van de socialistische fractie. 
In juni 2018 valt de regering van Rajoy middels een motie van wantrouwen, en neemt de PSOE onder leiding van Pedro Sanchez de macht over. De Spaanse wet schrijft voor dat er in dat geval geen nieuwe verkiezingen uitgeschreven hoeven te worden, en Sánchez is dan ook voornemens de legislatuur af te maken. Hij stelt Margarita Robles aan als minister van Defensie. Als minister van buitenlandse zaken, Europese Unie en internationale samenwerking Josep Borrell op 30 november 2019 vertrekt naar Brussel om daar hoge vertegenwoordiger voor buitenlandse zaken en veiligheidsbeleid te worden, neemt ze tevens dat ministerie waar, totdat er aan het begin van de veertiende legislatuur een minderheidscoalitieregering van PSOE met Podemos en IU aantreedt, waarin ze weer enkel de verantwoordelijkheid heeft over de portefeuille defensie.